# Stup (gmina Sjenica)
Stup (cyr. Ступ) – wieś w Serbii, w okręgu zlatiborskim, w gminie Sjenica. W 2011 roku liczyła 182 mieszkańców.